# Llista d'asteroides/147401-147500
| Nom      | Designació provisional | Data de descobriment   | Lloc de descobriment | Descobridor/s    |
| -------- | ---------------------- | ---------------------- | -------------------- | ---------------- |
| 147401 - | 2003 FJ21              | 24 de març de 2003     | Kitt Peak            | Spacewatch       |
| 147402 - | 2003 FB34              | 23 de març de 2003     | Kitt Peak            | Spacewatch       |
| 147403 - | 2003 FW41              | 25 de març de 2003     | Haleakala            | NEAT             |
| 147404 - | 2003 FS43              | 23 de març de 2003     | Kitt Peak            | Spacewatch       |
| 147405 - | 2003 FG46              | 24 de març de 2003     | Kitt Peak            | Spacewatch       |
| 147406 - | 2003 FR52              | 25 de març de 2003     | Palomar              | NEAT             |
| 147407 - | 2003 FV56              | 26 de març de 2003     | Palomar              | NEAT             |
| 147408 - | 2003 FE61              | 26 de març de 2003     | Palomar              | NEAT             |
| 147409 - | 2003 FL65              | 26 de març de 2003     | Palomar              | NEAT             |
| 147410 - | 2003 FM67              | 26 de març de 2003     | Palomar              | NEAT             |
| 147411 - | 2003 FG72              | 26 de març de 2003     | Palomar              | NEAT             |
| 147412 - | 2003 FN79              | 27 de març de 2003     | Kitt Peak            | Spacewatch       |
| 147413 - | 2003 FK89              | 29 de març de 2003     | Anderson Mesa        | LONEOS           |
| 147414 - | 2003 FQ89              | 29 de març de 2003     | Anderson Mesa        | LONEOS           |
| 147415 - | 2003 FG99              | 30 de març de 2003     | Socorro              | LINEAR           |
| 147416 - | 2003 FO113             | 31 de març de 2003     | Kitt Peak            | Spacewatch       |
| 147417 - | 2003 FH117             | 24 de març de 2003     | Haleakala            | NEAT             |
| 147418 - | 2003 FS117             | 25 de març de 2003     | Palomar              | NEAT             |
| 147419 - | 2003 FK121             | 25 de març de 2003     | Anderson Mesa        | LONEOS           |
| 147420 - | 2003 FJ130             | 29 de març de 2003     | Anderson Mesa        | LONEOS           |
| 147421 - | 2003 GG                | Piszkéstető            | K. Sárneczky         |                  |
| 147422 - | 2003 GR14              | 2 d'abril de 2003      | Haleakala            | NEAT             |
| 147423 - | 2003 GV16              | 4 d'abril de 2003      | Socorro              | LINEAR           |
| 147424 - | 2003 GA17              | 5 d'abril de 2003      | Haleakala            | NEAT             |
| 147425 - | 2003 GF37              | 6 d'abril de 2003      | Anderson Mesa        | LONEOS           |
| 147426 - | 2003 GE38              | 8 d'abril de 2003      | Socorro              | LINEAR           |
| 147427 - | 2003 GN44              | 9 d'abril de 2003      | Palomar              | NEAT             |
| 147428 - | 2003 GM54              | 1 d'abril de 2003      | Kitt Peak            | Deep Lens Survey |
| 147429 - | 2003 HQ9               | 25 d'abril de 2003     | Campo Imperatore     | CINEOS           |
| 147430 - | 2003 HE13              | 24 d'abril de 2003     | Kitt Peak            | Spacewatch       |
| 147431 - | 2003 JA                | 1 de maig de 2003      | Kitt Peak            | Spacewatch       |
| 147432 - | 2003 JF9               | 2 de maig de 2003      | Kitt Peak            | Spacewatch       |
| 147433 - | 2003 JS11              | 2 de maig de 2003      | Socorro              | LINEAR           |
| 147434 - | 2003 OM14              | 22 de juliol de 2003   | Palomar              | NEAT             |
| 147435 - | 2003 QV112             | 25 d'agost de 2003     | Palomar              | NEAT             |
| 147436 - | 2003 RV23              | 14 de setembre de 2003 | Palomar              | NEAT             |
| 147437 - | 2003 SC18              | 18 de setembre de 2003 | Socorro              | LINEAR           |
| 147438 - | 2003 UD14              | 16 d'octubre de 2003   | Socorro              | LINEAR           |
| 147439 - | 2003 WK106             | 21 de novembre de 2003 | Socorro              | LINEAR           |
| 147440 - | 2003 XA16              | 14 de desembre de 2003 | Kitt Peak            | Spacewatch       |
| 147441 - | 2003 XY17              | 14 de desembre de 2003 | Kitt Peak            | Spacewatch       |
| 147442 - | 2003 XN26              | 1 de desembre de 2003  | Socorro              | LINEAR           |
| 147443 - | 2003 YK47              | 17 de desembre de 2003 | Kitt Peak            | Spacewatch       |
| 147444 - | 2003 YA50              | 18 de desembre de 2003 | Socorro              | LINEAR           |
| 147445 - | 2003 YG90              | 19 de desembre de 2003 | Kitt Peak            | Spacewatch       |
| 147446 - | 2003 YG94              | 21 de desembre de 2003 | Catalina             | CSS              |
| 147447 - | 2003 YT119             | 27 de desembre de 2003 | Socorro              | LINEAR           |
| 147448 - | 2003 YT136             | 18 de desembre de 2003 | Palomar              | NEAT             |
| 147449 - | 2003 YQ154             | 29 de desembre de 2003 | Catalina             | CSS              |
| 147450 - | 2003 YN172             | 18 de desembre de 2003 | Kitt Peak            | Spacewatch       |
| 147451 - | 2004 BH3               | 16 de gener de 2004    | Palomar              | NEAT             |
| 147452 - | 2004 BH9               | 17 de gener de 2004    | Palomar              | NEAT             |
| 147453 - | 2004 BZ10              | 17 de gener de 2004    | Haleakala            | NEAT             |
| 147454 - | 2004 BT14              | 16 de gener de 2004    | Palomar              | NEAT             |
| 147455 - | 2004 BK20              | 16 de gener de 2004    | Catalina             | CSS              |
| 147456 - | 2004 BA30              | 18 de gener de 2004    | Palomar              | NEAT             |
| 147457 - | 2004 BC37              | 19 de gener de 2004    | Kitt Peak            | Spacewatch       |
| 147458 - | 2004 BY42              | 22 de gener de 2004    | Palomar              | NEAT             |
| 147459 - | 2004 BV48              | 21 de gener de 2004    | Socorro              | LINEAR           |
| 147460 - | 2004 BL56              | 23 de gener de 2004    | Anderson Mesa        | LONEOS           |
| 147461 - | 2004 BJ66              | 22 de gener de 2004    | Socorro              | LINEAR           |
| 147462 - | 2004 BA87              | 22 de gener de 2004    | Socorro              | LINEAR           |
| 147463 - | 2004 BG91              | 24 de gener de 2004    | Socorro              | LINEAR           |
| 147464 - | 2004 BL91              | 24 de gener de 2004    | Socorro              | LINEAR           |
| 147465 - | 2004 BQ91              | 24 de gener de 2004    | Socorro              | LINEAR           |
| 147466 - | 2004 BZ104             | 24 de gener de 2004    | Socorro              | LINEAR           |
| 147467 - | 2004 BS108             | 28 de gener de 2004    | Catalina             | CSS              |
| 147468 - | 2004 BJ114             | 29 de gener de 2004    | Anderson Mesa        | LONEOS           |
| 147469 - | 2004 BM117             | 28 de gener de 2004    | Catalina             | CSS              |
| 147470 - | 2004 BX117             | 29 de gener de 2004    | Socorro              | LINEAR           |
| 147471 - | 2004 BF149             | 16 de gener de 2004    | Kitt Peak            | Spacewatch       |
| 147472 - | 2004 BD152             | 19 de gener de 2004    | Anderson Mesa        | LONEOS           |
| 147473 - | 2004 CC7               | 10 de febrer de 2004   | Catalina             | CSS              |
| 147474 - | 2004 CG19              | 11 de febrer de 2004   | Kitt Peak            | Spacewatch       |
| 147475 - | 2004 CE24              | 12 de febrer de 2004   | Kitt Peak            | Spacewatch       |
| 147476 - | 2004 CK24              | 12 de febrer de 2004   | Kitt Peak            | Spacewatch       |
| 147477 - | 2004 CV26              | 11 de febrer de 2004   | Palomar              | NEAT             |
| 147478 - | 2004 CZ29              | 12 de febrer de 2004   | Kitt Peak            | Spacewatch       |
| 147479 - | 2004 CH30              | 12 de febrer de 2004   | Kitt Peak            | Spacewatch       |
| 147480 - | 2004 CA35              | 13 de febrer de 2004   | Kitt Peak            | Spacewatch       |
| 147481 - | 2004 CO37              | 12 de febrer de 2004   | Palomar              | NEAT             |
| 147482 - | 2004 CS40              | 12 de febrer de 2004   | Kitt Peak            | Spacewatch       |
| 147483 - | 2004 CW42              | 11 de febrer de 2004   | Anderson Mesa        | LONEOS           |
| 147484 - | 2004 CR53              | 11 de febrer de 2004   | Kitt Peak            | Spacewatch       |
| 147485 - | 2004 CU54              | 11 de febrer de 2004   | Palomar              | NEAT             |
| 147486 - | 2004 CV55              | 13 de febrer de 2004   | Palomar              | NEAT             |
| 147487 - | 2004 CJ56              | 14 de febrer de 2004   | Haleakala            | NEAT             |
| 147488 - | 2004 CM67              | 10 de febrer de 2004   | Palomar              | NEAT             |
| 147489 - | 2004 CA74              | 15 de febrer de 2004   | Palomar              | NEAT             |
| 147490 - | 2004 CM75              | 11 de febrer de 2004   | Anderson Mesa        | LONEOS           |
| 147491 - | 2004 CO77              | 11 de febrer de 2004   | Palomar              | NEAT             |
| 147492 - | 2004 CW78              | 11 de febrer de 2004   | Palomar              | NEAT             |
| 147493 - | 2004 CA79              | 11 de febrer de 2004   | Palomar              | NEAT             |
| 147494 - | 2004 CS85              | 14 de febrer de 2004   | Kitt Peak            | Spacewatch       |
| 147495 - | 2004 CQ86              | 14 de febrer de 2004   | Haleakala            | NEAT             |
| 147496 - | 2004 CE95              | 13 de febrer de 2004   | Palomar              | NEAT             |
| 147497 - | 2004 CO99              | 15 de febrer de 2004   | Catalina             | CSS              |
| 147498 - | 2004 CZ99              | 15 de febrer de 2004   | Catalina             | CSS              |
| 147499 - | 2004 CR100             | 15 de febrer de 2004   | Catalina             | CSS              |
| 147500 - | 2004 CX100             | 15 de febrer de 2004   | Catalina             | CSS              |